# 蔦沢村
蔦沢村（つたざわむら）は、かつて兵庫県中西部（西播磨地区）に存在していた村。宍粟郡に属した。
1955年、山崎町、城下村、河東村、神野村、戸原村、土万村と合併し、新たに山崎町となったため、地方自治体として消滅した。
旧村域は現在の宍粟市山崎町の北部に相当する。

## 概要
現在の宍粟市山崎町上ノ、小茅野、中野、東下野、大谷、上牧谷、下牧谷、宇野、片山、下町、生谷に相当する。

## 沿革
- 1889年（明治22年）4月1日 町村制施行に伴い宍粟郡蔦沢村発足。
- 1955年（昭和30年）7月20日 山崎町、城下村、河東村、神野村、戸原村、土万村と合併し新たに山崎町が発足したため消滅。

## 教育
現在は各校とも宍粟市立となっている。
- 蔦沢村立蔦沢中学校（神河中学校との統廃合により、現在は廃止。）
- 蔦沢村立伊水小学校
- 蔦沢村立都多小学校